# История почты и почтовых марок Кюрасао
История почты и почтовых марок Кюрасао охватывает развитие почтовой связи на Кюрасао, самоуправляемом государственном образовании в составе Королевства Нидерландов, расположенном на юге Карибского моря вблизи берегов Венесуэлы, со столицей в Виллемстаде. Собственные почтовые марки эмитируются здесь с 2010 года[≡]. Находясь в составе Королевства Нидерландов, Кюрасао участвует во Всемирном почтовом союзе (ВПС; с 1875). За почтовое обслуживание в стране отвечает компания Cpost International N. V.[≡]

## Развитие почты
История почты на Кюрасао неразрывно связана с историей группы островов, включая также Арубу, Бонайре, Сабу, Синт-Эстатиус и Синт-Мартен, колонизированных голландцами и в 1815 году объединённых в нидерландскую колонию Кюрасао и зависимые территории. В 1825 году в главном городе Кюрасао Виллемстаде заработало первое почтовое отделение[≡].
- Лицевая сторона: мэр и секретарь мэрии Виллемстада (Северный Брабант)
- Обратная сторона

С 1873 года на Кюрасао в обращении были почтовые марки Кюрасао и зависимых территорий.
1 июля 1875 года Кюрасао как главный остров Нидерландских Антильских островов, наряду со своей метрополией и Арубой, присоединился к ВПС. С 1877 года почтовая территория Кюрасао и зависимые территории стала отдельным членом ВПС.
С 1948 года марки Кюрасао сменили выпуски Нидерландских Антильских островов в связи с тем, что колония была переименована. В 1954 году колония была преобразована в автономную часть Королевства Нидерландов — Нидерландские Антильские острова[≡].
Остров является одной из пяти почтовых территорий Королевства Нидерландов. В 1993 году Кюрасао было принято в организацию UPAEP (Почтового союза американских государств, Испании и Португалии). Современным национальным почтовым оператором является предприятие нидерл. Cpost International N. V., подчиняющееся Бюро телекоммуникаций и почты (Bureau Telecommunicatie en Post). Оно было учреждено в 2014 году[≡], уже после получения островом статуса самоуправляемой автономии в 2010 году, а его предшественником с 1997 по 2003 год была компания Post Nederlandse Antillen Ltd. («Почта Нидерландских Антил Лтд.»)[≡][≡], переименованная в 2003 году в Nieuwe Post Nederlandse Antillen («Новая почта Нидерландских Антил»)[≡].
- Примеры ранних и современных франкотипов Кюрасао, напечатанных в Виллемстаде
- 1939: в статусе нидерландской колонии Кюрасао и зависимые территории[^]
- 1972: в статусе автономных Нидерландских Антил, которые объединяли шесть островов, включая Кюрасао и Арубу (обозначены шестью звёздочками)[^]
- 1996: в статусе той же автономии, объединявшей после выхода Арубы в 1986 году пять островов (обозначены пятью звёздочками)
- 2014: в статусе самостоятельной автономии Кюрасао, с логотипом компании Nieuwe Post Nederlandse Antillen («Новая почта Нидерландских Антил»)[^]

- 2000: чёрно-белый вариант (отпечатана в штаб-квартире компании в Виллемстаде)
- 2001: цветной вариант (почтовое отделение Отробанды[англ.])
- 2002: цветной вариант (почтовое отделение  Пунды[нидерл.])

- 2011
- 2012
- 2013
- 2014

## Выпуски почтовых марок

### Первые марки
Кюрасао начало выпуск собственных почтовых марок после распада Нидерландских Антильских островов 10 октября 2010 года. На первой изданной почтовой марке, отметившей получение самостоятельности, была изображена карта острова[≡].

### Последующие эмиссии
Номиналы почтовых марок выражены в нидерландских антильских гульденах.
13 августа 2013 года Кюрасао произвело совместный выпуск с Мальтой по теме «Порты». На малом листе Кюрасао был изображён порт Виллемстада, в то время как на малом листе Мальты была изображена Великая гавань.
Кюрасао преимущественно (но не исключительно) выпускает почтовые марки, дизайн и сюжеты которых нацелены на филателистический рынок коллекционеров-тематиков.